# Nancy Yáñez
Nancy Adriana Yáñez Fuenzalida (Quemchi, 1965) es una abogada y académica chilena. En 2022 fue nombrada por el presidente Gabriel Boric como ministra del Tribunal Constitucional, organismo en el cual fue elegida presidenta el mismo año.

## Biografía
Estudió Derecho en la Universidad de Chile y se tituló de abogada en 1990. Su memoria de título fue Derechos humanos de los pueblos indígenas en el derecho internacional y su implicancia en el caso chileno. Posteriormente realizó un magíster en la Universidad de Notre Dame y obtuvo el grado de doctora en Derecho por la Universidad de Chile.
Durante su carrera se ha especializado en materias de derechos indígenas, derecho territorial y derecho de aguas. Entre 1990 y 1993 trabajó como abogada de la Comisión Especial de Pueblos Indígenas. Posteriormente, en el gobierno de Eduardo Frei Ruiz-Tagle, fue jefa de gabinete de la Subsecretaría de Bienes Nacionales. En 2003 participó en la Comisión de Verdad Histórica y Nuevo Trato con los Pueblos Indígenas.
En el ámbito académico, es profesora de la cátedra de antropología jurídica en la Facultad de Derecho de la Universidad de Chile. En aquella facultad, desde 2018, es también directora del Centro de Derechos Humanos. Fue codirectora del Observatorio Ciudadano, y ha litigado en causas de derecho ambiental, como Pascua Lama, El Morro, y Norte Abierto.
El 27 de abril de 2022 fue designada por el presidente Gabriel Boric como ministra del Tribunal Constitucional junto a Daniela Marzi Muñoz. En julio de 2022 fue elegida presidenta del Tribunal Constitucional.

## Obras
- La reforma agraria y las tierras mapuches: Chile 1962-1975 (2005)
- Pueblos indígenas olvidados y extintos (2005)
- El gobierno de Lagos, los pueblos indígenas y el "nuevo trato": Las paradojas de la democracia chilena (2007)
- La gran minería y los derechos indígenas en el norte de Chile (2008)
- Los pueblos indígenas y el derecho (2013)